# Tokusō
El tokusō (得宗) va ser el títol que va assumir el cap de la línia principal del clan Hōjō durant el shogunat Kamakura al Japó, específicament entre el 1199 i el 1333.
Creat originalment com un títol cerimonial donat al regent del shōgun (shikken), que era el veritable governant —el shōgun Kamakura va ser un titella sotmès a la voluntat del shikken—, el 1256 va adquirir pròpia identitat com el càrrec que assumia el líder del clan com a governant del país, quedant el shikken com un subordinat del tokusō. Des d'aquest moment, totes les entitats de comandament del Japó, passant per l'Emperador, els seus regents (sesshō i kanpaku), la Cort Imperial de Kyoto, el shōgun i el seu regent, eren governants titelles del tokusō.

## Història

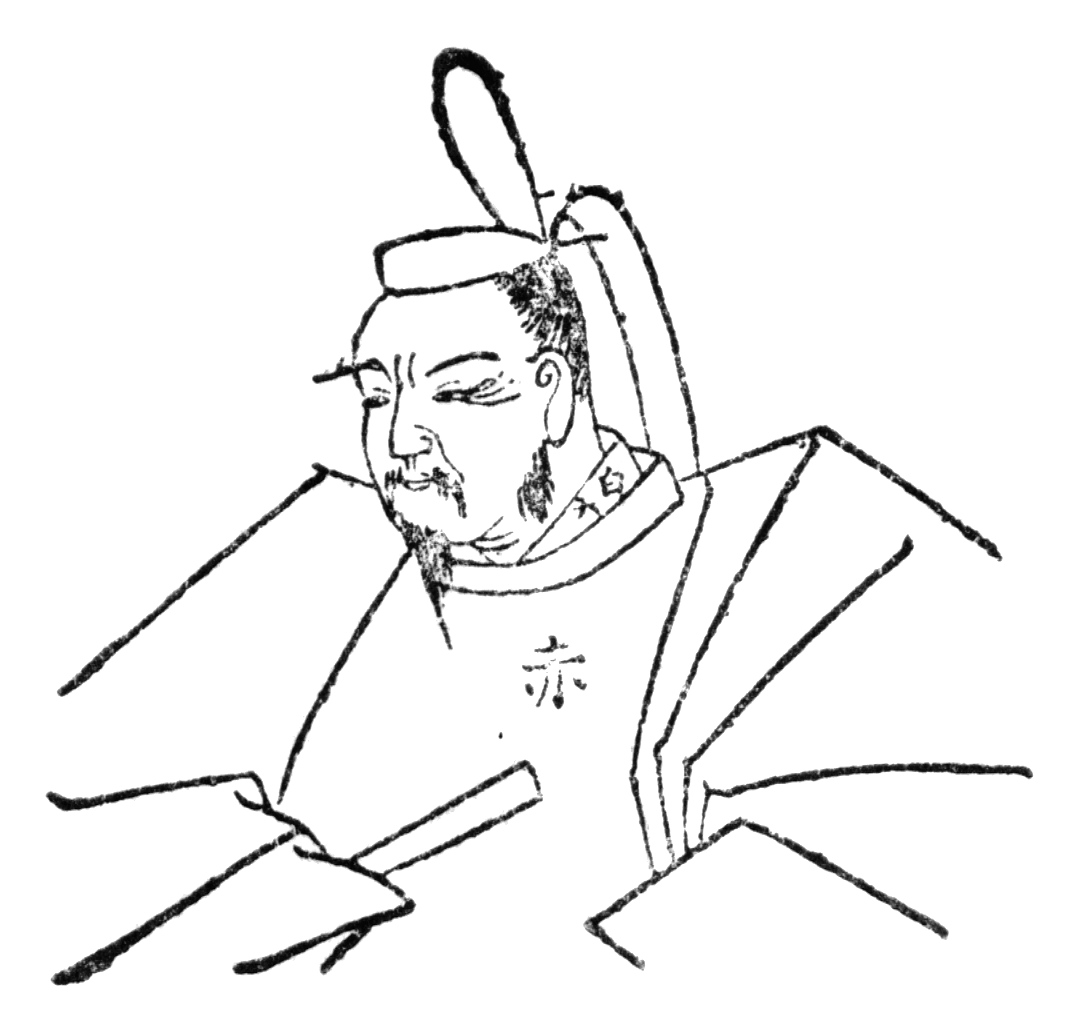
Hōjō Tokimasa, fundador de la línia tokusō.

El terme es va originar molt probablement a partir del nom Tokushū (徳崇)), nom budista d'Hōjō Yoshitoki; encara que l'origen de la línia Tokusō es remunta al seu pare Hōjō Tokimasa, qui eventualment va començar a tenir presència al govern militar del nou shogunat Kamakura el 1199, després de la mort de Minamoto no Yoritomo, el seu fundador. Tokimasa com a líder dels Hōjō es va convertir en el primer regent (shikken) del shogunat el 1203.
El tàndem shikken-tokusō en un mateix individu es va mantenir inalterable fins al 1256, quan Hōjō Tokiyori al moment d'abdicar com regent i cap del clan va decidir que el proper shikken seria Hōjō Nagatoki, fill de Shigetoki, mentre que el tokusō seria el seu fill Tokimune; deixant al shikken per sota del tokusō.
Amb el lideratge de Tokimune es va iniciar el període de la dictadura del clan, on eventualment va unificar diversos llocs (el 1264 es fa fer rensho i el 1268 es torna shikken) i va governar amb mà de ferro, sobretot durant les invasions dels mongols al Japó de 1274 i 1281, on el mateix Tokimune va ordenar la decapitació dels ambaixadors mongols que van arribar al Japó el 1275 i el 1279.
Quan el tokusō es va tornar punter del govern del país, els components consultius del shogunat van començar a decaure, especialment en el Consell d'Estat (Hyōjōshū), la composició del qual estava sent acaparada pels Hōjō però on encara alguns vassalls tenien veu i vot en el sistema. Amb l'enfortiment del yoriai el 1277, que eren reunions privades fetes per membres del clan Hōjō i els seus vassalls (miuchibito) en la residència del tokusō sobre assumptes del shogunat, es va aguditzar el caràcter absolutista del clan i va erosionar encara més tant al Hyōjōshū com al Hikitsukeshū. El yoriai es va convertir en un òrgan extraoficial del shogunat, ja que hi havien membres del Hyōjōshū que assistien a les reunions, però també hi havien membres no participants del consell (especialment vassalls fidels al Hōjō), que estaven assistint i prenent decisions.
Eventualment, el poder del tokusō, liderat per Hōjō Sadatoki des del 1284, es va tornar autocràtic i únic després de l'incident de Shimotsuki de 1285 que va involucrar la purga dels últims clans poderosos del shogunat (gokenin), i on Adachi Yasumori va ser derrotat i obligat a cometre el seppuku, com la resta del clan Adachi.
El 1301, de nou els càrrecs de tokusō i shikken van ser repartits entre dos individus diferents, quan Sadatoki es va convertir en monjo, però va retenir el títol del líder del clan fins a la seva mort el 1311, quan va passar al seu fill Takatoki que tenia amb prou feines 8 anys. Takatoki reunificà posteriorment amb el càrrec de regent, però el 1326 adduint estar malalt va decidir abandonar el càrrec de shikken i es va convertir en monjo, encara que mantenint el lideratge del clan. Aquest mateix any, el shogunat va demanar a l'Emperador Go-Daigo que abdiqués a favor del seu successor, però es va negar, donant inici a un problema entre la Cort Imperial que va romandre feble durant el shogunat i el govern autocràtic dels Hōjō. La feblesa i la conducta erràtica de Takatoki va fer que el shogunat perdés poder, donant inici a un moviment de restauració imperial i, el 1333, el shogunat es va col·lapsar durant el setge de Kamakura amb el suïcidi col·lectiu dels membres del clan Hōjō, entre ells Takatoki.

## Llista detokusō
1. Hōjō Tokimasa (1199 - 1205)
2. Hōjō Yoshitoki (1205 - 1224)
3. Hōjō Yasutoki (1224 - 1242)
4. Hōjō Tsunetoki (1242 - 1246)
5. Hōjō Tokiyori (1246 - 1256)
6. Hōjō Tokimune (1256 - 1284)
7. Hōjō Sadatoki (1284 - 1311)
8. Hōjō Takatoki (1311 - 1333)